# Kovács Lajos István
Kovács Lajos István (Hódmezővásárhely, 1941. november 14. – Szegvár, 2025. július 10.) magyar lapszerkesztő, újságíró, középiskolai tanár, helytörténész, intézményvezető.
A Szegvári Általános Iskola tanára és igazgatója, a Szegvári Falumúzeum vezetője, a Szegvári Napló újság egyik alapító-főszerkesztője.

## Életpályája
1960-ban a Szegedi Tanítóképző Intézetben tanítói végzettséget szerzett. 1960–1972 között Tiszaföldvár, Virághegy, Mezőhék, Vanyarc, Nagytőke településeken oktatott. 1972-ben a Szegedi Tanárképző Főiskola hallgatójaként fizika szakos általános iskolai tanári képesítést szerzett. 1974-ben került Szegvárra családjával; aktív résztvevője volt minden jó célt szolgáló megmozdulásnak. A Szegvári Általános Iskola fizika szakos tanára volt. 1976–1991 között az iskola igazgatója volt. 1980-ban idegenvezetői tanfolyamot végzett. 1981–2008 között a Szegvári Falumúzeum vezetője is volt. 1983-ban igazgatása alatt épült meg a központi iskola melletti sportcsarnok is. 1984-ben az Eötvös Loránd Tudományegyetem Természettudományi Kar pedagógia-iskolavezetés szakán középiskolai tanári oklevelet szerzett. 1988-ban újságírói tanfolyamot végzett. 1988 tavaszán – többedmagával – megalapította a Szegvári Napló című havilapot, amelynek 2012-ig főszerkesztője volt. Az 1990-es években az kezdeményezésére vette fel a Szegvári Általános Iskola a Forray Máté nevet, aki Szegvár első tanítója volt. 1991-ig vezette az iskolát, innentől kezdve beosztott tanárként fizikát oktatott, és napközis csoportvezető tanár volt. 2005-ben gyógynövény szakértői tanfolyamot végzett.

### Munkássága
Kezdeményezte, hogy a kötelető oktatás mellett minél több szakkör, fakultáció, sportprogram működjön az iskolában. Komolyan érdeklődött a település helytörténete és néprajza iránt. A helyi kismesterségeket és azok művelőit is felkutatta; a gyerekeknek szervezett foglalkozásokat. Szegvárt bemutató katalógussal népszerűsítette a falu turizmusát, több nagy kiállításon képviselte a várost. Létrehozott egy 70 férőhelyes turistaszállást; megalapította a szegvári Vendéglátás Szervező Irodát. Nevéhez fűzödött az elszármazottak találkozójának ötlete és megrendezése is.  Kezdeményezésére 2000-ben megjelent a "Szegvár – Tanulmányok a település történetéből" című könyv, amelyben több 100 évre visszamenőleg megismerhettük Szegvárt. 2007-ben a Szegvár és Vidéke Takarékszövetkezet alapításának 50. évfordulójára megírta az "Öt évtized emlékei" című könyvet, amelyben a szegvári pénzintézet történetet írta meg.

## Családja
Szülei Kovács Sándor földműves és Soós Julianna háztartásbeli volt. Felesége, Majerszky Edit tanár volt. Két lánya született: Anita és Ildikó (1966–).

## Művei
- Mesél a szegvári határ (Szegvár, 1993)
- Szegvár, a vizek falva (Szegvár, 1994)
- Szegvár. Tanulmányok a település történetéből (Szegvár, 2000)
- Szegvári virágfűzér (antológia, szerkesztő, Szegvár, 2003)
- Öt évtizeden át… A Szegvár és Vidéke Takarékszövetkezet története (Szegvár, 2007)

## Díjai
- Kiváló Munkáért (1985)
- Úttörővezetői Érdemérem (1986)
- Honismereti Emléklap (1996)
- Pedagógus Szolgálati Emlékérem (2002)
- Szegvárért Emlékérem (2005)